# Угандийская кухня
Угандийская кухня — набор кулинарных традиций и рецептов, характерных для государства  Уганда.

## Традиции и особенности

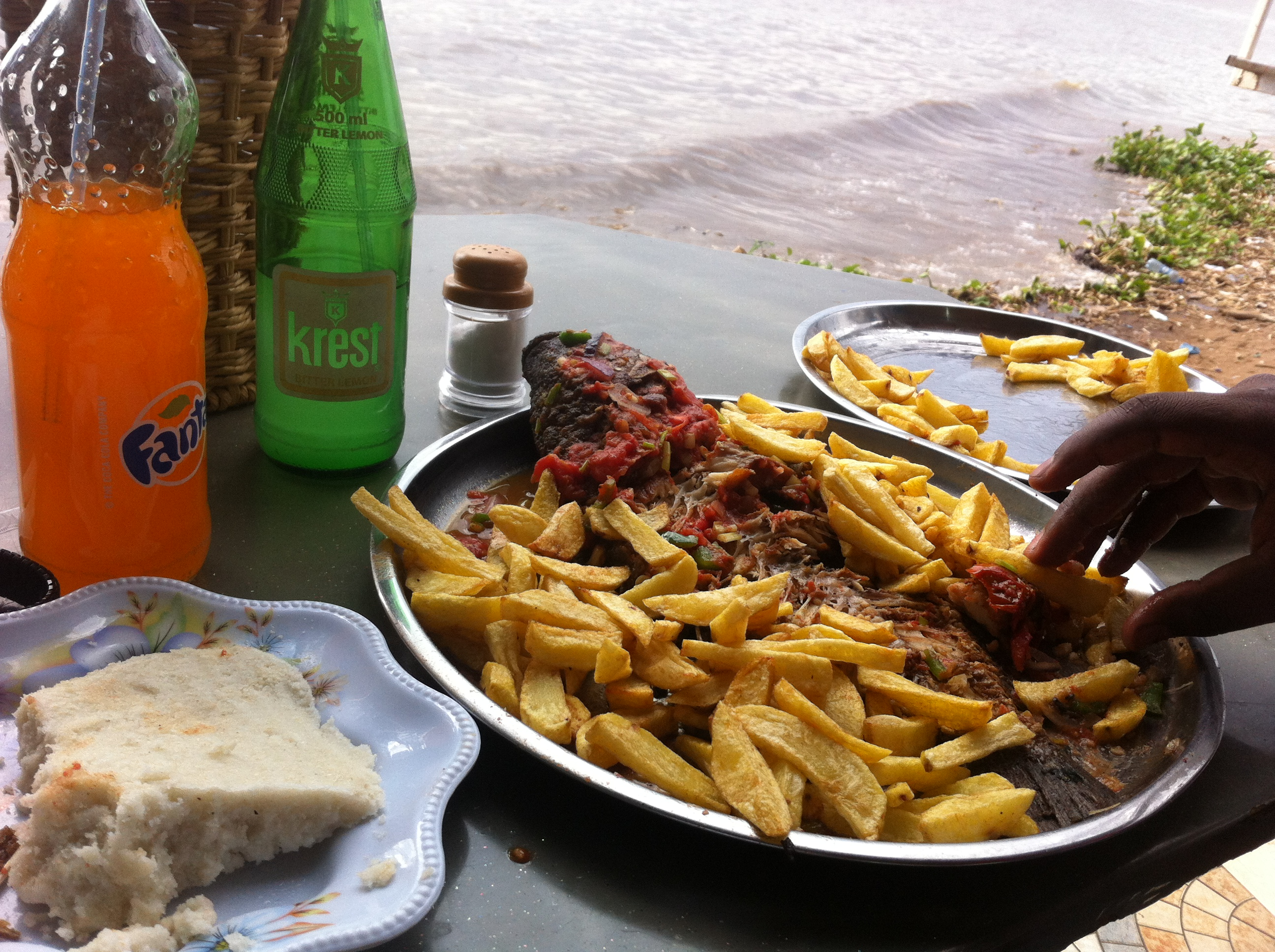
Угандийская кухня

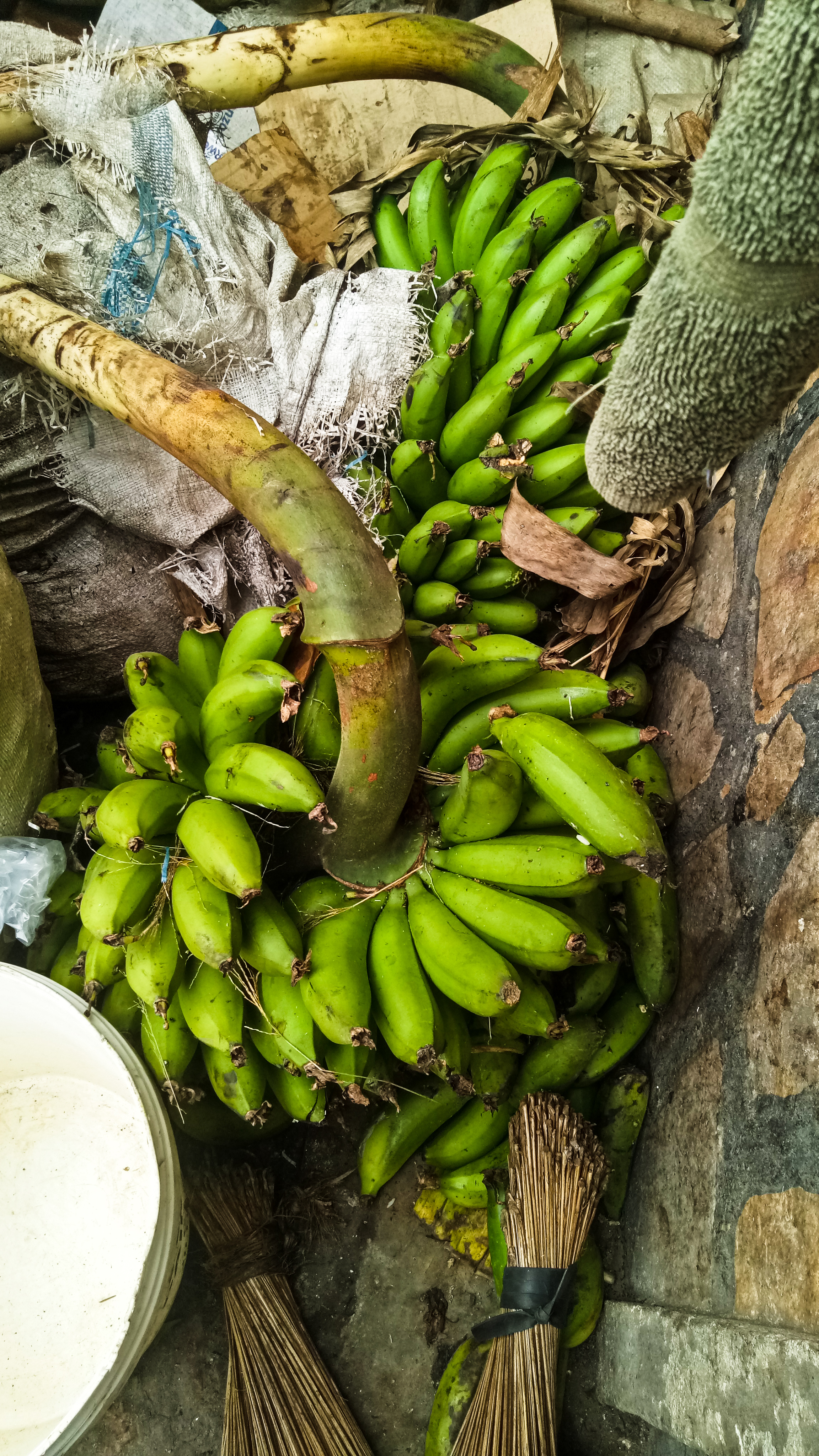
Плантан

На угандийскую кухню оказали влияние английские, арабские и азиатские, особенно индийские, кулинарные традиции. Многие племена Уганды имеют свои особые блюда и деликатесы. Большинство из них включают в себя различные овощи, картофель, ямс, бананы и другие тропические фрукты. Из мяса употребляются курица, свинина, говядина, козлятина и баранина, хотя среди бедных слоев населения в сельской местности более распространено употребление мяса диких животных.
Основой множества блюд угандийской кухни являются крахмалистые каши, например, угали, или пюре из приготовленных на пару зеленых бананов, к которым подается подлива или рагу из мяса, арахиса или бобов. Употребление картофеля и риса распространено среди более зажиточных слоев населения. Также для угандийской кухни характерно употребление маниоки и африканского батата, рыбы, как свежей, так и сушеной, и пришедшей из азиатской кухни лепешек чапати.
В Уганде выращивается множество листовых овощей, которые используются в кулинарии как добавка к рагу или в качестве гарниров. Фрукты употребляются в виде закусок и десертов, а также при приготовлении блюд.

## Типичные блюда
- Угали
- Катого
- Жареный арахис